# Red Bull MotoGP Rookies Cup 2007
La Red Bull MotoGP Rookies Cup del 2007 è stata la prima edizione del monomarca ideato dalla KTM e patrocinato dalla Red Bull. Le gare in calendario si sono corse in concomitanza con otto Gran Premi del motomondiale. Il campionato ha avuto inizio il 25 marzo in Spagna presso il circuito di Jerez de la Frontera ed è terminato il 4 novembre sempre in Spagna sul circuito di Valencia. Il primo campione della serie è stato il francese Johann Zarco.

## Calendario gare
| Data         | Circuito             | Vincitore        |
| ------------ | -------------------- | ---------------- |
| 25 marzo     | Jerez de la Frontera | Lorenzo Savadori |
| 3 giugno     | Mugello              | Johann Zarco     |
| 24 giugno    | Donington Park       | Lorenzo Savadori |
| 30 giugno    | Assen                | Luis Salom       |
| 15 luglio    | Sachsenring          | Cameron Beaubier |
| 19 agosto    | Brno                 | Johann Zarco     |
| 16 settembre | Estoril              | Johann Zarco     |
| 4 novembre   | Valencia             | Johann Zarco     |

## Classifica piloti
| Pos. | Pilota                | Spagna (bandiera) | Italia (bandiera) | Regno Unito (bandiera) | Paesi Bassi (bandiera) | Germania (bandiera) | Rep. Ceca (bandiera) | Portogallo (bandiera) | Spagna (bandiera) | P.ti |
| ---- | --------------------- | ----------------- | ----------------- | ---------------------- | ---------------------- | ------------------- | -------------------- | --------------------- | ----------------- | ---- |
| 1    | Johann Zarco          | 3                 | 1                 | 2                      | 13                     | 2                   | 1                    | 1                     | 1                 | 159  |
| 2    | Lorenzo Savadori      | 1                 | 2                 | 1                      | 11                     | 5                   | Rit                  | 10                    | 6                 | 102  |
| 3    | Matthew Hoyle         | 16                | 4                 | 3                      | 7                      | 6                   | 2                    | 3                     | 5                 | 95   |
| 4    | Cyril Carrillo        | 5                 | 11                | 8                      | 5                      | Rit                 | 3                    | 4                     | 3                 | 80   |
| 5    | Luis Salom            | 2                 | Rit               | Rit                    | 1                      | Rit                 | 4                    | 7                     | 4                 | 80   |
| 6    | Cameron Beaubier      | 15                | Rit               | 6                      | 2                      | 1                   | Rit                  | 2                     | 13                | 79   |
| 7    | Deane Brown           | 8                 |                   | 5                      | 6                      | Rit                 | 9                    | 5                     | 2                 | 67   |
| 8    | Markus Reiterberger   | 7                 | 8                 | 4                      | 12                     | 4                   | 14                   | 15                    | 11                | 55   |
| 9    | Robert Gull           | 4                 | 12                | 17                     | Rit                    | 3                   | 7                    | 6                     | Rit               | 52   |
| 10   | Kris Turner           | Rit               | 3                 | Rit                    | 3                      | 14                  | Rit                  | 9                     | 8                 | 49   |
| 11   | Sturla Fagerhaug      | 9                 | 6                 | 12                     | 17                     | Rit                 | 6                    | 13                    | 7                 | 43   |
| 12   | Daniel Kartheininger  | 11                | Rit               | 10                     | 8                      | 7                   | Rit                  | 11                    | 10                | 39   |
| 13   | Cristian Trabalón     | 6                 | Rit               | Rit                    | 4                      | Rit                 | 5                    | 12                    | Rit               | 38   |
| 14   | Lucy Glöckner         | Rit               | Rit               | 7                      | 9                      | 9                   | 10                   | Rit                   | 9                 | 36   |
| 15   | Lukáš Šembera         | Rit               | 7                 | 11                     | 14                     | 8                   | 12                   | 20                    | 14                | 30   |
| 16   | JD Beach              | 14                | 10                | 13                     | 10                     | 13                  | 8                    | 17                    | 18                | 28   |
| 17   | Adam Blacklock        | 10                | 15                | 14                     | 15                     | 10                  | 11                   | 14                    | 15                | 24   |
| 18   | Christoph Schönberger | 12                | 9                 |                        |                        | 15                  | 15                   | 18                    | 12                | 17   |
| 19   | Jamie Mossey          | Rit               | Rit               | 9                      | Rit                    | 17                  | Rit                  | 8                     | 19                | 15   |
| 20   | Javier Cholbi         | 13                | 14                | 15                     | 16                     | 11                  | 13                   | 16                    | 20                | 14   |
| 21   | Stuart Mitchell       | 17                | 5                 | Rit                    | 19                     | Rit                 | 16                   |                       | 22                | 11   |
| 22   | Péter Sebestyén       |                   | 13                | Rit                    | 18                     | 12                  | Rit                  | 21                    | 21                | 7    |
| NC   | Kevin Sànchez         |                   |                   | 16                     | NP                     | 16                  | Rit                  | 19                    | Rit               | 0    |
| NC   | Daijiro Hiura         |                   |                   |                        |                        |                     |                      |                       | NV                | 0    |
| NC   | Yuga Yokoo            |                   |                   |                        |                        |                     |                      |                       | NV                | 0    |
| Pos. | Pilota                | Spagna (bandiera) | Italia (bandiera) | Regno Unito (bandiera) | Paesi Bassi (bandiera) | Germania (bandiera) | Rep. Ceca (bandiera) | Portogallo (bandiera) | Spagna (bandiera) | P.ti |

| Legenda | 1º posto        | 2º posto            | 3º posto           | A punti      | Senza punti        | Grassetto – Pole position Corsivo – Giro più veloce |
| Legenda | Gara non valida | Non qual./Non part. | Ritirato/Non class | Squalificato | '-' Dato non disp. | Grassetto – Pole position Corsivo – Giro più veloce |

### Sistema di punteggio e legenda
| Pos.  | 1  | 2  | 3  | 4  | 5  | 6  | 7 | 8 | 9 | 10 | 11 | 12 | 13 | 14 | 15 | 16> |
| ----- | -- | -- | -- | -- | -- | -- | - | - | - | -- | -- | -- | -- | -- | -- | --- |
| Punti | 25 | 20 | 16 | 13 | 11 | 10 | 9 | 8 | 7 | 6  | 5  | 4  | 3  | 2  | 1  | 0   |